# Voivodato de Livonia
El voivodato de Livonia o de Inflanty (en polaco: Województwo inflanckie), también conocido como Livonia polaca, fue una división administrativa y un gobierno local en la Mancomunidad de Polonia-Lituania, desde que se formó en la década de 1620 a partir del voivodato de Wenden y duró hasta la primera partición de Polonia en 1772. El voivodato de Inflanty fue uno de los pocos territorios de la Mancomunidad polaco-lituana que fue gobernado conjuntamente por Polonia y Lituania.

## Descripción general
El voivodato de Inflanty, también llamado Ducado de Inflanty, debido a un proyecto de ley de 1667 del Sejm, era el resto minoritario del Ducado de Livonia, que había sido conquistado por el Imperio sueco durante la Guerra polaco-sueca de 1621-1625. La sede del voivoda era Dyneburg (actual Daugavpils).
El nombre Inflanty se deriva de la polonización de Livland, el nombre alemán de Livonia. En los tiempos modernos, la región se conoce como Latgalia en la República de Letonia.

## Voivodas

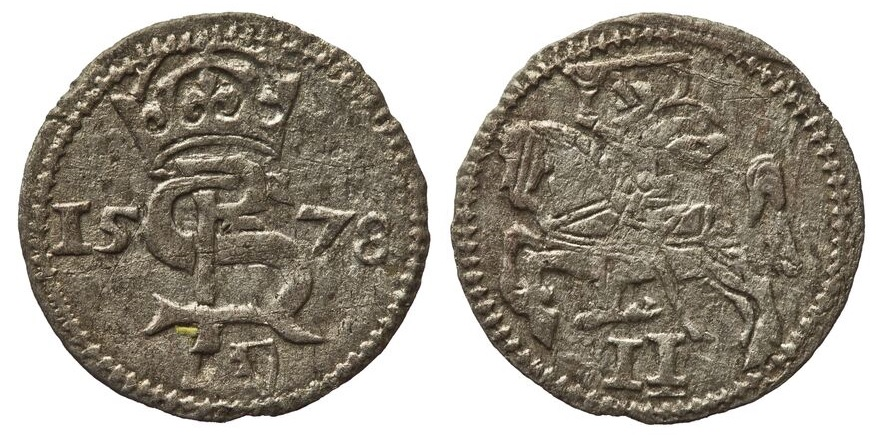
Doble denar lituano-livónico con monograma del Gran Duque Esteban I Báthory, escudo de armas de Gotthard Kettler y escudo de armas de Lituania, acuñado en Mitau, 1578.

Esta es una lista de los voivodas de Inflanty:
1. Jerzy Farensbach
2. Maciej Demblński
3. Krzysztof Słuszka
4. Teodoro Doenhoff
5. Joachim Tarnowski
6. Tomasz Sapieha
7. Paweł Sapieha
8. Mikolaj Korft
9. Przecław Leszczyński
10. Alejandro Morszlyn
11. Juan Teodoro
12. Jerzy Platem
13. Otto Fryderyk Felkierzamb
14. Jan Koss
15. Jędrzej Głębocki
16. Piotr Przebendowski
17. Antozi Morsztyn
18. Wilhelm Platem
19. Jan Borch
20. Stanisław Brzostowski
21. Jozafat (enero) Zyberg
22. Gaspar Rogalinski
23. Adam Falkierzamb